# (11149) Tateshina
(11149) Tateshina (1997 XZ9) – planetoida z pasa głównego asteroid okrążająca Słońce w ciągu 3,82 lat w średniej odległości 2,44 j.a. Odkryta 5 grudnia 1997 roku.